# Xã Hampshire, Quận Clinton, Iowa
Xã Hampshire (tiếng Anh: Hampshire Township) là một xã thuộc quận Clinton, tiểu bang Iowa, Hoa Kỳ. Năm 2010, dân số của xã này là 806 người.